# Grupo Fasano
Die Grupo Fasano (Deutsch: Fasano-Gruppe) ist eine internationale Hotel- und Restaurantgruppe im Luxusbereich mit Firmensitz in Sao Paulo, Brasilien.

## Geschichte
Das 1902 gegründete Unternehmen befindet sich zu 37 % im Besitz des Hoteliers und Restaurateurs Gero Fasano (* 19. April 1962 in São Paulo), seit 2014 hält auch die Immobiliengesellschaft JHSF Anteile und Namensrechte am Unternehmen. Fasano betreibt 26 Restaurants und 9 Hotels in Brasilien, Uruguay und den Vereinigten Staaten und beschäftigt weltweit über 1500 Angestellte (2023).